# Castell de Tales
Les restes del castell de Tales (Plana Baixa, País Valencià) se situen en la part més alta del nucli urbà. L'accés al lloc és molt senzill, ja que es troba senyalitzat en el nucli urbà. La seua funció estratègica era la defensa del poble.
Probablement és d'origen àrab, com la majoria dels castells que queden a la Serra, encara que el seu estat actual i la falta de bibliografia sobre la fortalesa dificulten en gran manera la seua datació exacta. Sent d'origen àrab, es podria datar la seua construcció en el segle xii.
Es donen tres fases constructives clares: 
- La primera constituïx el nucli original de la construcció, possiblement d'època musulmana. La tècnica constructiva emprada és la maçoneria amb lluïda exterior de morter de calç en la totalitat del llenç de muralla.

- La segona fase, de cronologia també medieval, està composta de dues torres quadrangulars i una tercera pràcticament exempta. També inclou algunes reformes en diferents zones, com ara l'obertura de finestres. La tècnica constructiva emprada és també la maçoneria amb lluïda exterior de morter de calç.

- La tercera fase constructiva correspon al segle xix. Durant la guerra Carlina, es van alçar tres torres semicirculars i les parets d'unes habitacions i un aljub sobre les restes de l'etapa anterior. Eixes modificacions van adaptar l'estructura de l'edifici per a ser defensat per l'ús de fusells i artilleria.

En l'actualitat, a pesar del seu estat de ruïna, el castell encara conserva el parapet exterior. És una construcció petita a la qual es devia accedir per un camí estret que devia partir del Calvari fins a arribar al punt més alt de la foresta. L'entrada es faria en franquejar una porta protegida per una torrassa, de la qual encara s'aprecien les restes. Les muralles encara romanen dempeus, així com tres torres. En l'interior del recinte s'observa un aljub de grandària mitjana.